# البرتغال في الحرب العالمية الثانية

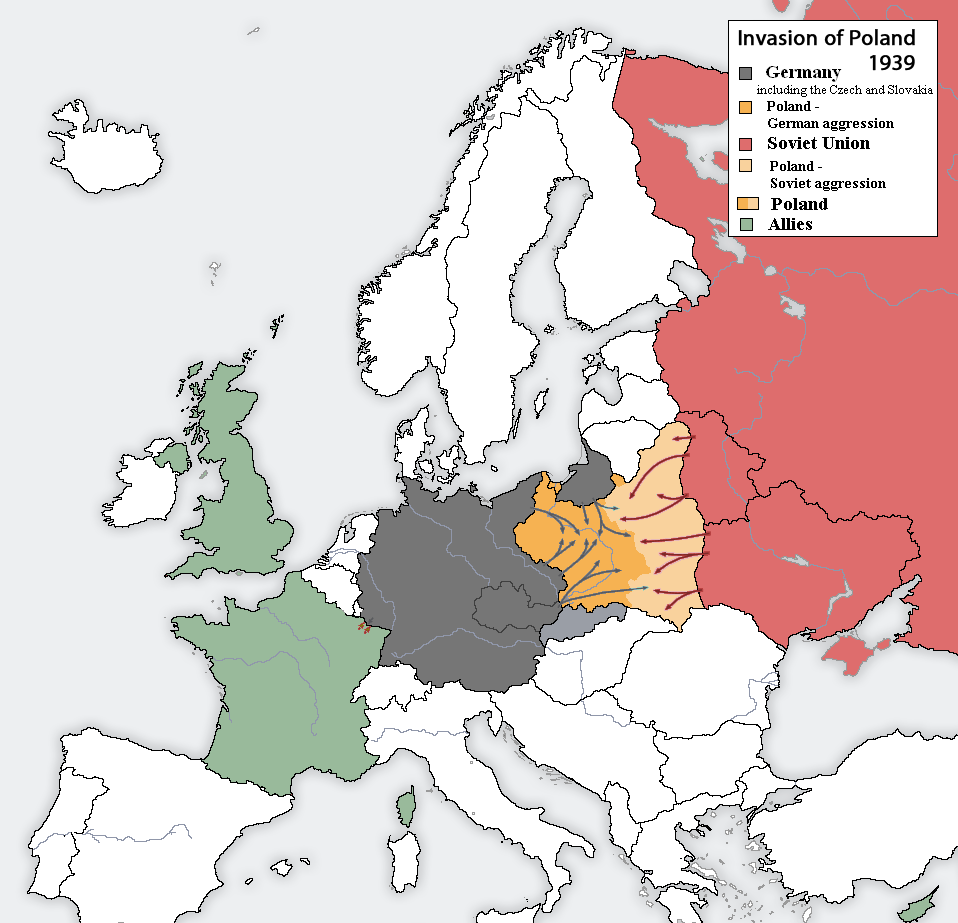

منذ بداية الحرب العالمية الثانية عام 1939، أعلنت الحكومة البرتغالية في 1 سبتمبر أنها لا تزال ملتزمة بالتحالف الإنكليزي البرتغالي الذي يبلغ عمره 550 عامًا، لكن باعتبار أن بريطانيا لم تطلب المساعدة البرتغالية، كانت البرتغال حرة لأن تبقى على الحياد خلال الحرب، وهذا ما فعلته. في مذكرة مؤرخة بتاريخ 5 سبتمبر 1939، أكدت الحكومة البريطانية تفاهمها. حين اجتاح الاحتلال الألماني أوروبا بقيادة هتلر، أصبحت البرتغال إحدى الطرق الأخيرة للهروب في القارة. تمكنت البرتغال من الحفاظ على حيادتيها طوال فترة الحرب على الرغم من الضغوط الكبيرة المفروضة من الجانبين، لا سيما على جزر أزورز ذات الموقع الاستراتيجي وعلى تجارة الوولفرام (التنغستن).

## البرتغال والحرب في أوروبا

### نظرة عامة
عند اندلاع الحرب العالمية الثانية، كان يحكم البرتغال أونطونيو دي أوليفريا سالازار، الرجل الذي أوجد إستادو نوفو (ولاية جديدة)، والحكومة السلطوية الاستبدادية التي حكمت البرتغال حتى عام 1974. كان قد فضل القضية الوطنية الإسبانية، خوفًا من الغزو الشيوعي للبرتغال، بيد أنه كان قلقًا من احتمالية قيام حكومة إسبانية تدعمها علاقات قوية مع دول المحور. تضمنت سياسة سالازار لحيادية البرتغال في الحرب العالمية الثانية عنصرًا استراتيجيًا. لا تزال البرتغال تسيطر على أقاليم خلف البحار والتي وبسبب تطور اقتصادها البطيء لم تستطع الدفاع عن نفسها بشكل كافِ ضد الهجمات العسكرية.
في 15 مايو 1940، اعترفت بريطانيا بدور سالازار الهام في الحرب: أبلغ دوغلاس فيلي، أمين سجلات جامعة أكسفورد، سالازار أن مجلس هوبدومادل في الجامعة «قرر بالإجماع في اجتماعه يوم الاثنين الماضي أن يدعوك (سالازار) لقبول شهادة الدكتوراه الفخرية في القانون المدني».
سمح قرار سالازار بالالتزام بالتحالف الإنكليزي البريطاني لجزيرة ماديرا بمساعدة الحلفاء، وفي يوليو 1940، نُقل حوالي 2500 شخص من الذين جرى إجلاؤهم عبر السفن عبر جبل طارق إلى ماديرا. وصفت صحيفة لايف في ذات الوقت بمقال طويل يحمل عنوان «البرتغال: الحرب جعلتها الجبهة الأوروبية»، سالازار بـ «الحاكم الخيّر» واصفةً إياه بـ «أفضل ديكتاتور في العالم على الإطلاق، فهو (سالازار) أيضًا أفضل برتغالي منذ الأمير هنري البحّار»، وأضافت أنه «الديكتاتور الذي بنى الأمة». صرحت صحيفة لايف بأن «جلّ ما هو جيد في البرتغال الحديثة يمكن أن يُنسب للدكتور سالازار. لدى الدكتاتور أشياء كثيرة ليست لدى معظم البرتغاليين؛ فهو هادئ وصامت وزاهد ومتشدد وشره من أجل العمل ويعامل المرأة بأناقة، لقد وجد بلدًا في حالة الفوضى للفقر، لكنه وازن الميزانية وبنى الطرق والمدارس وهدم الأحياء الفقيرة وخفض معدل الوفيات ورفع احترام البرتغال للذات بشكل كبير».
في سبتمبر 1940، كتب وينستون تشرشل إلى سالازار ليهنئه على قدرته على إبقاء البرتغال خارج الحرب، مؤكدًا أنه «كما كان يحدث في كثير من الأحيان خلال القرون العديدة للتحالف الإنكليزي البرتغالي، تتطابق المصالح البريطانية والبرتغالية حول هذه المسألة الحيوية».
على الرغم من حيادية البرتغال، احُتلت جزر تيمور البرتغالية من قِبل القوات الأسترالية والألمانية في ديسمبر 1941، والتي توقعت غزوًا يابانيًا. كانت ردة فعل سالازار عنيفة. احتج قائلًا إن الحلفاء انتهكوا سيادة البرتغال وعرضوا حياديتها للخطر. أُرسلت قوة حامية برتغالية قوية مكونة من 800 رجل من شرق أفريقيا لتدافع عن تيمور الشرقية، لكنها لم تصل في الوقت؛ في 20 فبراير 1942، بدأ اليابانيون بإنزال الجنود في تيمور.

## عمليات عسكرية هددت حيادية البرتغال

### من قِبل دول المحور

#### عملية فيليكس
خطط الألمان لمهاجمة جبل طارق، بعملية تحمل الاسم الرمزي «عملية فيلكس»، والتي لم يشرعوا بها أبدًا. تضمنت العملية احتمالية غزو البرتغال في حال حصل البريطانيون على موطئ قدم وفكروا باحتلال ماديرا وجزر أزورز.

#### توجيهات الفوهرر رقم 18
في 12 نوفمبر 1940، أصدر هتلر تعليمات الفوهرر رقم 18، التي حملت في طياتها خطة لغزو البرتغال في حال حصل البريطانيون على موطئ قدم هناك. أضاف هتلر قائلًا: «أنا أطلب أيضًا النظر بمشكلة احتلال ماديرا وجزر أزورز، إلى جانب المزايا والعيوب التي قد تطرأ نتيجة ذلك في حربنا البحرية والجوية. يجب تقديم نتائج هذه التحقيقات إلي في أقرب وقت ممكن».

#### عملية إيزابيلا
في يونيو 1941، طُرحت عملية إيزابيلا، وهي خطة ألمانية نازية كان من المفترض أن تُوضع حيز التنفيذ بعد الانهيار السوفيتي لأجل حماية القواعد في إسبانيا والبرتغال في سبيل الاستمرار بخنق بريطانيا العظمى. وُضع هذا السيناريو من قِبل هتلر، لكنه لم يُنجز أبدًا.

### من قِبل الحلفاء

#### عملية ألاكرتي
كان «عملية ألاكرتي» هو الاسم الرسمي لاقتراح الحلفاء الاستيلاء على جزر أزورز خلال الحرب العالمية الثانية. كانت للجزر أهمية إستراتيجية عظمى فيما يتعلق بهزيمة قوارب يو الألمانية. كانت البرتغال ضعيفة بشكل لا تقوى على الدفاع عن جزر أزورز أو عن إمبراطوريتها الاستعمارية الكبيرة أو حتى عن أراضيها الأم، وحاولت البقاء حيادية في الحرب. كان سالازار قلقًا على الأخص من احتمالية قدوم غزو ألماني عبر إسبانيا ولم يرغب أن يثير غضب هتلر؛ ولم يشأ أيضًا إعطاء إسبانيا ذريعة للوقوف بجانب دول المحور وغزو البرتغال نتيجة الأهمية الاستراتيجية لجزر الكناري. ابتكرت الولايات المتحدة وبريطانيا العظمى خططًا لإنشاء قواعد عسكرية بغض النظر عن الرفض البرتغالي. لكن لم تُنفذ هذه العمليات أبدًا. بدلًا من ذلك، في عام 1943، طلبت بريطانيا إنشاء قواعد عسكرية هناك، ووافقت البرتغال. سُبقت عملية ألكارتي بالخطة الحربية غراي.

#### الخطة الحربية غراي
كانت الخطة الحربية غراي خطة الولايات المتحدة لغزو جزر أزورز في عامي 1940 و1941. كانت غراي (اللون الرمادي) واحدة من العديد من العمليات الحربية التي يرمز لها بالألوان والتي أُنشئت في أوائل القرن العشرين. في 22 مايو 1941، وجه الرئيس فرانكلين د. روزفلت الجيش والبحرية الأمريكية لرسم خطة رسمية لاحتلال جزر أزورز البرتغالية. بعد أن جاءت الموافقة عليها من قِبل المجلس المشترك في 29 مايو، دعت الخطة الحربية غراي لإنزال 28,000 جندي، نصفهم من البحرية والنصف الآخر من الجيش.

## لاحقًا
وقف سالازار بحزم في «حياديته العادلة» حتى نهاية الحرب. بعد موت هتلر، اتبع البروتوكول وأمر أن تُرفع الأعلام حتى نصف الصاري. سمح سالازار أيضًا للسفير الألماني هويننغن هاينه أن يستقر بشكل دائم في منطقة لشبونة، حيث قضى هناك جزءًا من فترة تقاعده. بقيت البرتغال تستقبل اللاجئين حتى بعد الحرب. عاش أمبريتو الثاني، ملك إيطاليا، 37 عامًا في المنفى في كاشكايش. نُفي كونت وكونتة برشلونة، وريث العرش الإسباني البائد د. خوان دي بوربون وزوجته دي ماريا دي لاس مرسيدس، إلى إستوريل في كاشكايش في 2 فبراير 1946. التقوا لاحقًا في أبريل بأطفالهم بيلار وجوان وكارلوس (ملك إسبانيا المستقبلي) وماغاريتا وألفونسو. اختار كالوست غولبينكيان، قطب النفط الأرمني (القطب: شخصية ذات مكانة أو سلطة أو تفوّق في حقل ما) المعروف باسم «السيد فايف بيرسنت» البرتغال أيضًا كمكان استقرار. في عملية نُظمت من قِبل الكاريتاس البرتغالي (الكنيسة الكاثوليكية الرسمية في البرتغال) من عام 1947 وحتى 1952، نُقل 5500 طفل نمساوي بالقطار من فيينا إلى لشبونة ووُضعوا في رعاية تبني العائلات البرتغالية.
نجت البرتغال من أهوال الحرب ليس بالسلامة المادية فقط، إنما بالثراء أيضًا. للاحتفال بحقيقة أنها تفادت دمار الحرب، بُني صرح كريستو ري عام 1959 في ألمادا، مطلًا على لشبونة.
على الرغم من الطابع الاستبدادي للنظام، لم تشهد البرتغال نفس مستوى العزلة الدولية التي عانت منها إسبانيا الفرانسواكية بعد الحرب العالمية الثانية. على عكس إسبانيا، قُبلت البرتغال في خطة مارشال (1947- 1948) في مقابل المساعدات التي قدمتها للحلفاء خلال المراحل الأخيرة من الحرب. علاوة على ذلك، وعلى عكس إسبانيا، كانت واحدة من الأعضاء الـ 12 في منظمة حلف شمال الأطلسي (الناتو) عام 1949، وهو ما يعكس دور البرتغال كحليف ضد الشيوعية خلال الحرب الباردة على الرغم من وضعها كمؤسس غير ديمقراطي.